# Kenneth Richmond
Kenneth „Ken“ Alan Richmond (* 10. Juli 1926 in London; † 2. August 2006 in Christchurch, Dorset) war ein britischer Ringer.

## Werdegang
Ken Richmond wuchs in London auf. Als Jugendlicher arbeitete er, um Geld zu verdienen, in Ranks Pinewood Studios in London und bekam 1944 sogar eine kleine Filmrolle in dem Film „Henry V.“. 1944 sollte er eingezogen werden. Als Pazifist verweigerte er jedoch den Kriegsdienst und musste dafür sieben Monate in ein Gefängnis. Nachdem er entlassen worden war, arbeitete er auf einer Werft und machte dabei auch eine Reise in die Antarktis mit. Ende der 1940er-Jahre begann er an einer Judo-Schule mit Judo, wechselte aber bald zum Ringen. Mit einer Größe von 1,90 m und einem Gewicht von 120 kg war er ein prächtiger Schwergewichtler. Schon 1950 rang er international und gewann 1952 bei den Olympischen Spielen in Helsinki die Bronzemedaille im Schwergewicht, Freistil. 1956 hätte er diesen Erfolg beinahe wiederholt, musste aber mit dem undankbaren 4. Platz vorliebnehmen.
Ken Richmond hatte den Kontakt zu Rank-Film nie verloren und wirkte 1950 und 1954 in weiteren Filmen mit. 1955 schlug er für den Vorspann der J.-Arthur-Rank-Filme einen großen Gong und wurde als Gongman zum „Symbol“ der Rank-Filme. Mit Sicherheit war er in jenen Jahren einer der weltweit am meisten gesehenen „Schauspieler“ in den Lichtspielhäusern.
Ende der 1960er-Jahre trat er der Religionsgruppe der Zeugen Jehovas bei und verbrachte zwei Jahre als Missionar auf Malta. Danach war er bis zu seinem Tod in Südengland für diese Gruppe tätig. In Südengland hatte er das Windsurfing entdeckt, das er bis ins hohe Alter betrieb.

## Internationale Erfolge
(OS = Olympische Spiele, WM = Weltmeisterschaft, F = Freistil, S = Schwergewicht)
- 1950, 3. Platz, British Empire & Commonwealth-Games in Auckland, F, S, hinter Jim Armstrong, Australien und Pat O’Connor, Neuseeland;
- 1951, 7. Platz, WM in Helsinki, F, S, nach Niederlagen gegen Adil Candemir, Türkei und Natale Vecchi, Italien;
- 1952, Bronzemedaille, OS in Helsinki, F, S, mit Siegen über József Kovács, Ungarn und Adolfo Ramírez, Argentinien und Niederlagen gegen Bertil Antonsson, Schweden und Arsen Mekokischwili, UdSSR;
- 1953, 2. Platz, Welt-Jugendfestspiele in Bukarest, F, S, hinter Arsen Mekokischwili und vor Josef Růžička, CSSR;
- 1954, 1. Platz, British Empire & Commonwealth Games in Vancouver, F, S, vor Keith Mallman, Kanada;
- 1956, 4. Platz, OS in Melbourne, F, S, mit Siegen über Lila Ram Sangwan, Indien und William Kerslake, USA und Niederlagen gegen Jusein Mehmedow, Bulgarien und Iwan Vychristiuk, UdSSR

## Filmografie (Auswahl)
- 1950: Die Ratte von Soho (Night and the City)